# 藤末健三
藤末 健三（ふじすえ けんぞう、1964年2月18日 、ボクシングリングネーム：アイアン・フジスエ）は、日本の政治家・研究者。自由民主党所属の元参議院議員（3期）。東京大学工学部助教授を経て、中国清華大学客員教授、カーネギーメロン大学サイラボ特任フェロー、早稲田大学未来イノベーション研究所客員上級研究員、早稲田大学研究院客員教授、東京理科大学大学院経営学研究科技術経営専攻上席特任教授。 民進党参議院政策審議会長、総務副大臣（野田第3次改造内閣）、参議院総務委員長を歴任。現在は、東京大学大学院情報学環・学際情報学府客員教授を経て、慶應義塾大学経済学部及びグローバルリサーチインスチチュート特任教授。

## 経歴
1964年、熊本県熊本市で出生。
1982年、熊本高校卒業、東京工業大学入学。高校・大学とボート部に所属。特に大学時代は練習に明け暮れ、全日本新人選準優勝、全日本軽量級3位となる。
1986年（22歳）東京工業大学工学部情報工学科卒業、通商産業省（現：経済産業省）入省。　環境政策課（地球温暖化対策政策担当）、電子機器課（コンピュータ産業・電子技術担当）、国際研究協力課（海外技術支援、日米研究開発協力）を担当。
1994年、政府留学生としてマサチューセッツ工科大学経営学大学院へ入学。
1995年、マサチューセッツ工科大学経営学大学院修了し修士号を取得、政府留学生としてハーバード大学行政政治学大学院へ入学。
1996年、プロボクシングライセンス取得とハーバード大学で公共経営修士（MC/MPA）を取得 。
1999年、アメリカ滞在中から書いていた論文で東京工業大学で博士（学術）を取得し、東京大学講師へ転任（翌年、助教授） 経営論と政策論を担当。
2000年、東京大学工学部助教授（現：准教授）となる
2004年、東京大学を退職。参議院議員当選。
2005年、中国清華大学課程教授及び早稲田大学客員教授に就任。
2009年、早稲田大学アジア太平洋研究科博士後期課程入学。
2010年、参議院議員再選。カーネギーメロン大学CYLAB特任フェロー就任。
2011年、参議院総務委員長就任。
2012年、総務副大臣及び郵政担当副大臣に就任（第3次野田改造内閣）。
2013年、早稲田大学大学院アジア太平洋研究科博士後期課程修了、博士号（学術）取得。
2016年、参議院議員3選。
2020年、東京理科大学上級特任教授および早稲田大学研究院（未来イノベーション研究所）客員教授に就任。
2022年、参議院議員を辞め、東京大学大学院情報学環客員教授、慶應義塾大学特任教授、ならびにインド工科大学ハイデラバード校特任教授に就任。
2023年、韓国先端科学技術院特任教授、オクスフォード大学インターネットインスチチュート客員上席研究員に就任。
2024年、ミュンヘン工科大学AI倫理研究所客員教授に就任。
2025年、マサチューセッツ工科大学研究員に就任。AI、サイバーセキュリティ、半導体、核融合等イノベーション関連企業の社外取締役、アドバイザーを務める。

### 政界進出・民主党時代
2004年の第20回参議院議員通常選挙では民主党公認で比例区から立候補し、初当選。2005年（41歳）中国の清華大学課程教授就任、早稲田大学客員教授就任。
2010年の第22回参議院議員通常選挙で再選。
2016年の第24回参議院議員通常選挙に民進党公認で比例区から立候補。藤末の得票数は比例候補者22人中10位。同党が比例で獲得した11議席のうちに入り、3選を果たした。選挙では比例区で白眞勲と共に立正佼成会の支援を受けた。　
参議院議員として、

1.科学技術イノベーション政策に注力し、宇宙基本法改正（宇宙戦略本部の設置など）、サイバーセキュリティ基本法、自然エネルギー促進法（超党派議員連盟の事務局長）の策定などを超党派で取り組んだ。
2．高校授業料無償化法、中小企業金融安定化法、中小企業減税法、父子家庭支援法など11本の法律を国会提出し、成立させている。また、奨学金予算の増額に超党派で取り組み実現している。
3.核兵器の廃絶を目指す国会議員の団体において活動、国連などで演説。小児麻痺（ポリオ）根絶のための議員連盟を創設し（現在顧問）、ナイジェリアやインドにおけるポリオ根絶に貢献。現在も地球環境問題対策の国際NGOメンバー、ＡＩサイバーセキュリティ政策提案の国際団体の日本副代表を務める。

### 民進党離党
民進党で政調会長代理・参議院政策審議会会長を務めたが、2017年7月2日、「民進党は、天皇制と日米安保を否定する共産党との選挙協力を行い、政権を取ることはできない」として民進党に離党届を提出。これに対し民進党は、離党届を受理せず除籍処分とすることを決め、参院比例代表で当選したことを踏まえ議員辞職勧告も行うとした。

### 国民の声設立から自由民主党会派以降
2017年10月に参議院会派「国民の声」を設立して代表に就任、2018年10月（54歳） 統一会派「自由民主党・国民の声」結成、自由民主党会派に入会した。
2021年7月、翌年の第26回参議院議員通常選挙に自由民主党公認で比例区より出馬することが内定した。
2022年1月、無所属のまま自由民主党派閥の志公会（麻生派）に入会した。
国会法の規定に伴い他党からの立候補に制約がかかるため、同年6月15日（第208回国会閉会日）付で参議院議員を辞職（議員辞職に伴い、自由民主党は藤末を公認）し、第26回参議院議員通常選挙に立候補し4選を目指したが、落選した。また、藤末の議員辞職に伴い、民進党の比例名簿の次点だった田城郁が2022年6月に繰り上げ当選となり同年7月まで1ヶ月の任期の参議院議員となった。
2022年10月、東京大学客員教授に就任。また、慶應義塾大学特任教授に就任。以降、活動を海外に広め、年間100日以上を海外で活動。インド工科大学ハイデラバード特任教授、韓国先端科学技術院（KAIST）特任教授、ミュンヘン工科大学AI倫理研究所客員教授、マサチューセッツ工科大学研究員に就任し、現在も勤めている。また、シンガポール国立大学アジアデジタル金融研究所特別アドバイザー、オクスフォード大学インターネットインスチチュート客員上席研究員に約1年間就任した。

## 略歴
- 1964年2月18日 - 熊本県熊本市で出生[5]。
- 1976年3月 - 熊本市立白山小学校卒業。
- 1979年3月 - 熊本市立出水中学校卒業。
- 1982年3月 - 熊本県立熊本高等学校卒業[20]。
- 1986年3月 - 東京工業大学工学部情報工学科卒業[21]。
- 1986年4月1日 - 通商産業省（現：経済産業省）に通産技官として入省[21]。
- 1994年6月 - マサチューセッツ工科大学経営大学院に入学（政府留学生）。
- 1995年5月 - マサチューセッツ工科大学経営大学院修了、MBAを取得[21]。
- 1995年6月 - ハーバード大学ケネディ・スクール（公共政策大学院）入学（政府留学生）。
- 1996年 - 公費留学中にプロボクシングライセンス取得[21]。（リングネーム：アイアン・フジスエ）
- 1996年5月 - ハーバード大学ケネディスクール修了、MPAの学位を取得[21]。
- 1997年4月 - 東京工業大学大学院社会理工学研究科博士課程入学。
- 1999年3月 - 東京工業大学大学院社会理工学研究科博士課程修了、博士（学術）の学位を取得[20]。
- 1999年4月 - 通商産業省を退省。東京大学大学院工学系研究科専任講師（文部教官）に[22][21]。
- 2000年4月 - 東京大学工学部総合研究機構助教授（現：准教授）（文部教官）に昇格[21]。
- 2004年1月 - 東京大学を退職[20]。
- 2005年 - 中国清華大学顧問課程教授就任。早稲田大学客員教授就任[20]。
- 2010年 - カーネギーメロン大学CYLAB特任フェロー就任。
- 2011年 - 参議院総務委員長就任[20]。
- 2012年10月 - 野田第3次改造内閣で総務副大臣就任[20]。
- 2013年 - 早稲田大学大学院アジア太平洋研究科博士後期課程修了、博士（学術）の学位を取得[21][20]。
- 東京大学大学院情報学環客員教授就任。慶応義塾大学教授就任。インド工科大学ハイデラバード校特別教授就任。
- 2022年 - TANAAKK株式会社社外取締役就任[23]。AI、サイバーセキュリティ、半導体、核融合、ブロックチェーンなど先端イノベーションに関する複数企業のアドバイザーに就任。[20]。
- 2023年 - 韓国先端科学技術院特任教授、オクスフォード大学インターネットインスチチュート客員上席研究員（2024年まで）、国立シンガポール大学アジアデジタル金融研究センター専門アドバイザー（2024年まで）に就任。

。
- 2024年 -ミュンヘン工科大学AI倫理研究所客員教授就任[20]。
- 2025年 -マサチューセッツ工科大学経学大学院ＣＡＭＳ研究員就任

### 選挙
- 2004年7月11日 - 第20回参議院議員通常選挙（比例区）初当選。182,891票。
- 2010年7月11日 - 第22回参議院議員通常選挙（比例区）再選。128,511票。
- 2016年7月10日 - 第24回参議院議員通常選挙（比例区）3選。143,188票。
- 2022年7月10日 - 第26回参議院議員通常選挙（比例区）落選。74,128票。

### 政歴
- 2005年 - 次の内閣経済産業副大臣就任。
- 2007年 - 第4代民主党青年局長就任。
- 2011年 - 参議院総務委員会委員長。
- 2017年7月 - 民進党に離党届を提出。受理されず除籍処分。
- 2017年10月 - 院内会派「国民の声」を設立し、代表に就任。
- 2018年10月 - 参議院会派「自由民主党・国民の声」を結成[24]。
- 2022年6月 - 自民党入党。

## 政策・主張
- 漫画・アニメ・ゲーム等の表現の自由を求める運動と連帯し、コロナ禍でのコミックマーケット開催やクリエイターの支援など、コンテンツ産業に関わる政策に尽力している[25]。
- 理系を重視し、理工系の技術者の地位向上・技術士の振興に積極的である[26]。
- 選択的夫婦別姓制度に賛成の立場をとる[27]。
- 婚外子差別の撤廃に賛成する。2013年11月21日に、出生届への記載事項から嫡出・非嫡出の別を削除する旨の戸籍法改正案を野党共同で参議院に提出している[28]。

## 所属団体・議員連盟
- マンガ・アニメ・ゲームに関する議員連盟
- 対中政策に関する国会議員連盟

## 著書
- 『オクスフォード大学サマースクールで学ぶ哲学: ＡＩでデストピア「1984」は生まれるか？』（藤末健三著／Kindle版)(2025.5.5)
- “AI Ethics and Policy: The Light and Shadow of AI and the Human Future (English Edition)” Kenzo Fujisue、 Kazunori Fujita.(2025.5.1)
- “The Indian Wave: Transforming Japan's Economic Future (English Edition)” Kenzo Fujisue.(2025.4.15)
- 『AI倫理と政策」（藤末健三, 藤田康範 著／Kindle版）(2025.1.12)
- 『情報哲学大全』（ルチアーノ・フロリディ 著, 藤末健三　翻訳／サイゾー出版）(2025.1.12)
- 『インド「人財」が日本を救う』 （藤末健三 著／FD出版）(2024.7.31)
- 技術立国復活への道(2024.2.15)
- 『AI時代の知的財産・イノベーション』（早稲田大学次世代ロボット研究機構AIロボット研究所 知的財産・イノベーション研究会 (編集)）(2023.7.19)
- 『知ってる?私たちの平和憲法 第三版』（藤末健三著／オープンナレッジ刊）(2017.5.3)
- 『A Global Treasure Japan's Peaceful Constitution』（Kenzo Fujisue/Open-Knowledge）(2017.2.22)
- 日本郵政グル-プの将来設計を描く!: 総収入国内ランキング2位から世界への飛躍を! (2014/12/1)
- “Dismantling the Dividing Walls: Working for Peace in Asia”  Kano Sadahiko, Homma Masaru, Kenzo Fujisue - Waseda University Press.(2013.11.10)
- 『知ってる?私たちの平和憲法 改訂版』（藤末健三著）(2013.5.3)
- 『平和と国際情報通信-「隔ての壁」の克服』（加納貞彦 編著, 本間勝・藤末健三・その他6名 著）・早稲田大学出版）(2010.9.30)
- 『挑戦!20代起業の必勝ルール』（藤末健三著／河出書房新社刊）(2006.6.10)
- 『FTAが創る日本とアジアの未来』（藤末健三、小池政就著／オープンナレッジ刊）(2005.12.20)
- 『技術経営論』（藤末健三著／生産性出版刊）(2005.10.1)
- 『イノベーション創出の経営学』（藤末健三、板倉宏昭、藤原善丞著／白桃書房刊）(2004.11.1)
- 『技術経営入門 改訂版』（藤末健三著／日経BP社刊）(2004.2.19)
- 『一柳良雄のベンチャー実践塾』（一柳良雄、生田哲郎、田中正博、藤末健三、山口俊介、村井勝、小田哲生、本荘修二著／日刊工業新聞社刊）(2003.11.30)
- 『テクノロジーインキュベーター成功の条件』（坂田一郎、延原誠市、藤末健三著／経済産業調査会刊）(2002.10.1)
- 『大学からの新規ビジネス創出と地域経済再生』（坂田一郎、藤末健三、延原誠市著／経済産業調査会刊）(2001.7.1)
- 『Japanese Firms' International R&D Activities』（Kenzo Fujisue/JETRO Press）(1999.12.15)
- 『技術経営入門』（藤末健三著／生産性本部出版刊）(1999.12.1)
- 『日本の技術革新の活性化』（江藤 学 著, 藤末 健三 編著／経済産業調査会刊）(1999.11.1)
- 競争力 ―「Made in America」１０年の検証と新たな課題―著作者 リチャード・K・レスター　訳者　田辺孝二，西村隆夫，藤末健三/生産性出版
- 『技術経営管理』（藤末健三著／財團法人中衛發展中心刊）
- 『実務的環境法入門』（藤末健三著／NI社刊）
- 『マインドセット マスタリー: コーチングのプロが教える心の定め方』（ダレン・フレミング 著, アイアン・フジスエ 翻訳／サイゾー出版)(2024.5.7)
- 『父の死に直面し考えたこと: 心底から死を恐れる10万人の一人へ 』（アイアン・フジスエ 著／(FDブックス) Kindle版）(2023.12.10)
- 『幸せの哲学: オックスフォード大学サマースクールで学んだこと』 (アイアン・フジスエ著／FDブックス)(2023.11.25)
- 『ふじすえヒムセルフ: ふじすえ本人！ものがたり』 （アイアン・フジスエ 著／(FDブックス) Kindle版）(2023.6.14)
- 『もっと！フジスエft.同人誌業界 同人誌シリーズ』 （アイアン・フジスエ 著／(FDブックス) Kindle版）(2023.6.14)
- 『フジスエft.同人誌業界 』（アイアン・フジスエ 著／(FDブックス) Kindle版）(2023.5.22) >https://x.gd/BCv4J
- 『フジスエVS香川ゲーム規制 同人誌ふじすえ本人！』 （アイアン・フジスエ 著／(FDブックス) Kindle版）(2023.5.14)
- 『ここがおかしい安保法制』（藤末 健三(アイアン・フジスエ) 、苫米地 英人 著／サイゾー出版)(2016.6.5)
- 『世界平和のためのTPP賛成論: 安保法制に反対し、平和を求める人こそTPPを支持すべき！』（藤末 健三(アイアン・フジスエ)著／サイゾー出版刊）(2016.5.11)
- 『挑戦者の本能と時間との競争 孫子の兵法』（アイアン・フジスエ、後藤洋平 著)(2013.11.13)

## エピソード
時系列で記載。
- 2008年10月 「太田光の私が総理大臣になったら…秘書田中。」に出演し、「景気が悪いので、政治家と官僚の冬のボーナスを0円にします。」という法案に関連して、同じく出演していた金美齢の「法案に賛成する国会議員は、法案が通ろうが通るまいが、ボーナスを返上する覚悟があって、座っているのか。返上すると声明してください」との問いかけに対して、「ボーナスを寄付します」と明言した[29]（ただし、議員の寄付行為は公職選挙法において禁止されている）。
- 2009年9月 「太田光の私が総理大臣になったら…秘書田中。」に出演した際に、年間で1000万円を受け取っている政党助成金のうち「コーディネート相談料」を36万計上していることが取り上げられた。その理由について「ボクは服のセンスがないので、テレビとかに出るときにコーディネートしてもらって・・・。」と答えている[30]。
- Twitterで音声メールによる選挙活動、音声Twitterの更新、音声ブログの更新が公職選挙法上合法と主張し[31]、2010年7月11日施行の参議院議員通常選挙で行うことを公式ホームページで宣言した。その前年の衆議院選挙では、総務省の許可を得たとして、自らの応援演説のスケジュールを移動先の風景や名物を取り上げる形でブログで公開した。総務省の許可の詳細については、担当者の個人情報保護を理由にその所属部署の公表を拒否している（人事院の情報公開基準では、当該公務員の、職務としての会議の出席、発言その他の事実行為に関する情報である場合、行政の説明責任の観点から、公務員の職及び職務遂行の内容に係る部分については、たとえ特定の公務員が識別される結果となるとしても、これを例外開示情報とすることが示されている[32]）。またVOCALOIDの初音ミクに歌わせた自身の公式ソングをYouTubeにアップロードしていることについて「批判にしても賞賛にしても、何よりも反響があるということが大きいですよね。燃える（炎上する）のはありがたい（笑）。谷亮子さんのように有名人でもないのに、ニュースに多く取り上げてもらえるわけですから。」と述べたほか、他の候補者について「ある候補者がUSTREAMでネットラジオに挑戦していましたが、視聴者数はたったの数十人でしたから。別の候補者にはうちのサイトをまるまるマネされたり。でも、我々にはノウハウがありますから。表面だけマネをしたとしても効果はないでしょう」とのべている[33]。かつては、ツイッターのメリットとして「リアルタイム性」「双方向性」「低コスト」の3点をあげていた[34]。
- 環太平洋パートナーシップ協定の交渉参加の是非を検討する民主党の作業チームで事務局次長を務めていたが、自身が作成した部外秘文書が外部に流出し、この文書が一部の報道機関に政府の内部文書として報じられた[35][36]。この情報漏洩の責任を取る形で事務局次長を辞任に追い込まれた[37]。なお、この文書において、藤末は、このタイミングでのTPP参加表明をする理由として以下のような点を上げていた。
  - 米国が最も評価するタイミング
  - 原加盟国になれず、ルールづくりに参加できない。
  - 実現できなければ新聞の見出しは「新政権、やはり何も決断できず」という言葉が躍る可能性が極めて大きい。
  - 大きな選挙がないタイミングで参加を表明できれば、交渉に参加しても劇的な影響は発生しない。
- iPadを入手したことを2010年4月28日にツイート[38]。4月29日に「電波法違反にならぬ方策を総務省に問い合せています」、5月3日に「iPadは日本の認証も取ってあるが、たまたま本体に技適マークが表示されていないという理由のみで違法扱いとなっているとのこと。国会でやります!」[39]、5月6日に「Appleが画面表示さえすればOKと総務省より回答あり」[40]とツイートした。尚、技適マークの表示については、総務省は2009年7月と8月の情報通信審議会の答申を受け、同年の2月の改正省令案の発表、意見募集開始と同年3月30日の意見募集結果の公表を実施、同年4月28日に関連する総務省令改正の改正施行により、画面表示でもよいことになっていたが、アップルがすでに承認こそ取得済みであったものの、画面表示を行っていなかった[41][42]。
- 2017年1月18日、「田園都市線 大幅遅延 遅延度に応じて料金を割り引く制度の導入を提案して行きます。 30分以上遅れたら無料にすべきだと思います。独占企業の地位に甘んじているとしか思えません。」と、鉄道の安全性を軽視した発言を（公式のついた）Twitter上で行っている  尚、国土交通省の政策審議会陸上交通分科会鉄道部会東京圏における今後の都市鉄道のあり方に関する小委員会において、遅延対策ワーキング・グループが取りまとめた報告書[43]によれば、3分以上の遅延の発生原因は事業者以外が原因となるものが大半を占めるとされている。

## その他
- 日中国会議員書画展へ書画を提供している[44]。
- 2016年5月1日(日) に、立正佼成会熊本教会に濱田大造と挨拶に伺っている[45]。